# Anathema (band)
Anathema was een Britse band uit Liverpool die werd opgericht in 1990. De band wist zich van atmosferische doommetal in de jaren 90 te ontwikkelen naar een melancholische vorm van progressieve rockmuziek in de jaren nul en tien van de eenentwintigste eeuw.
De band werd bekend als de 'grote drie' door samen met de Britse bands Paradise Lost en My Dying Bride het death/doommetal-genre verder te ontwikkelen in de jaren 90 van de twintigste eeuw.
Anathema bracht in de periode van 1990 tot 2017 twintig albums uit en trad vanaf 1997 ook live op. In 2020 kondigde de band een hiatus voor onbepaalde tijd aan. Door financiële en persoonlijke omstandigheden hield de band na precies 30 jaar op met bestaan.

## Geschiedenis

### Beginjaren
Anathema werd in 1990 als doommetalband "Pagan Angel" opgericht door Vincent en Daniel Cavanagh, Darren White (Cradle of Filth), Jamie Cavanagh en John Douglas. In november dat jaar nam de band zijn eerste demo An Iliad of Woes op. De gebruikte mix van death en doom was nog niet eerder vertoond. Anathema werd gezien als een van de pioniers van dit genre, tezamen met My Dying Bride en Paradise Lost.
Begin 1991 nam de band zijn huidige naam aan. Hun tweede demo, All Faith Is Lost, trok de aandacht van onder meer Peaceville Records, die hen een contract aanbood. Bij Peaceville werd eerst de ep The Crestfallen in november 1992 uitgebracht. Met dit materiaal op zak ging de band op tour met Cannibal Corpse.
Serenades, Anathema's debuutalbum, ontving aandacht in de mainstream. Anathema's eerste Europese tour was in 1994, waarna optredens volgden op het Independent Rock Festival in Brazilië.
Na het uitbrengen van de ep Pentecost III in 1995 vertrok zanger Darren White in mei van dat jaar. De rol van zanger werd vanaf dan door gitarist Vincent Cavanagh vervuld op het album. Hij mocht zijn nieuwe rol waarmaken tijdens een tour met Cathedral in Engeland.
Korte tijd later werd het tweede album, The Silent Enigma (1995), uitgebracht. De zang van Cavanagh was melodieuzer dan die van White, en de muziek bevatte ook meer doom en gothic elementen. Dit werd niet door alle fans gewaardeerd.

### Midden jaren 90
Op Eternity, het derde album dat in 1996 uitkwam, werd deze ontwikkeling doorgezet. Het album leunt op atmosferische geluiden, en Vincent begon op dit album steeds meer zijn normale zangstem te gebruiken. Vanaf Eternity werd de stijl van Anathema anders.

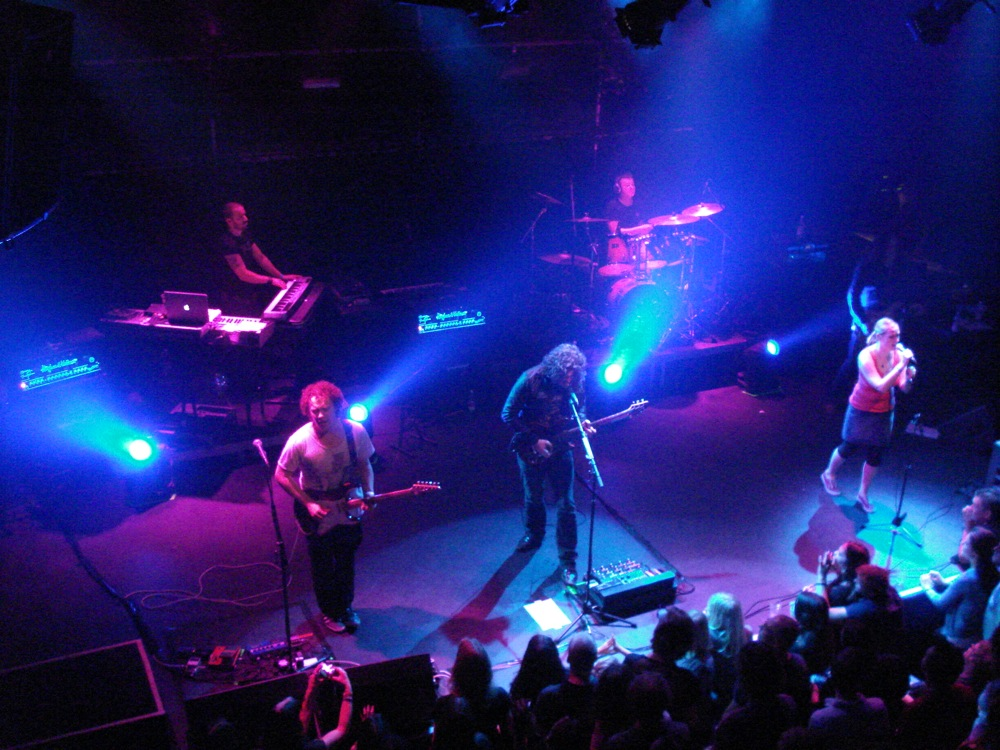
Live optreden

Alternative 4 werd uitgebracht in 1998. In de zomer van 1997 verliet drummer John Douglas de band, zijn vervanger was Shaun Taylor-Steels, van de band Solstice.
In juni 1999, werd het album Judgement uitgebracht, deze keer weer met bezettingswisselingen. Bassist Duncan Patterson vertrok vanwege muzikale meningsverschillen en werd vervangen door Dave Pybus (Cradle Of Filth, Dreambreed). Martin Powell (speelde voorheen keyboards en viool bij My Dying Bride) trad ook toe tot de band. Ten slotte nam John Douglas weer plaats achter de drumkit. Lee Douglas, de zus van John, zingt enkele nummers op het album.
Op dit album leek de transformatie compleet. De doom van weleer is vervangen door experimentele rocksongs, geïnspireerd door Pink Floyd, Jeff Buckley en in mindere mate Radiohead. De kern van de muziek bevatte echter nog steeds dezelfde ingrediënten: gevoelens van depressie en wanhoop.
In hetzelfde jaar wisselde Martin Powell van plek met Les Smith (Cradle of Filth) die tot september 2011 de keyboards speelde.
Na Judgement wisselde bassist Dave Pybus van plaats met Jamie Cavanagh, de derde broer.

### Alternatieve sound
Het album A Fine Day to Exit kwam uit in 2001 en was het begin van een compleet andere richting. Volgens een interview met zanger Vincent is er meer gewerkt vanuit een basis met gitaar, bas en drums.
Daniel Cavanagh speelde in 2002 korte tijd in de band van Duncan Patterson; Antimatter. 

In 2003 kwam het album A Natural Disaster uit. Op dit album gebruikt Anathema meer dan ooit atmosferische en progressieve elementen. Opmerkelijk is dat er na dit album vijf jaar lang geen releases zijn geweest.
Nadat het label Music for Nations over werd genomen door Sony BMG is uiteindelijk hun akoestische verzamelalbum Hindsight (2008) uitgebracht onder Kscope Music. Dit album bevat 10 nummers met akoestische arrangementen van oudere nummers.

### Progressieve stroming
Op 31 mei 2010 verscheen het album We're here because we're here. Er waren eerder diverse nummers uitgebracht via hun website, en een releasedatum was verschillende keren uitgesteld, wat zorgde voor enige verwarring onder de fans. Het album zou eerst Horizons gaan heten, maar de titel is uiteindelijk gewijzigd. Lee Douglas kwam bij de band als vaste zangeres. Hiervoor had ze voornamelijk als gastvocalist opgetreden. Het album is gemixt en geproduceerd door Steven Wilson van Porcupine Tree.
Op 5 september 2011 werd vervolgens Falling Deeper uitgebracht. Het album werd een vervolg op Hindsight met orkestrale versies van hun oude nummers. Een hoogtepunt van het album is het lied 'Everwake', gezongen door Anneke van Giersbergen.
Anathema heeft op 13 september 2011 bekendgemaakt dat toetsenist Les Smith de band heeft verlaten wegens creatieve en muzikale verschillen. Toetsenist Daniel Cardoso nam begin november 2012 zijn plek in als live optredend artiest.
Het album Weather Systems verscheen op 16 april 2012 bij het label Kscope.

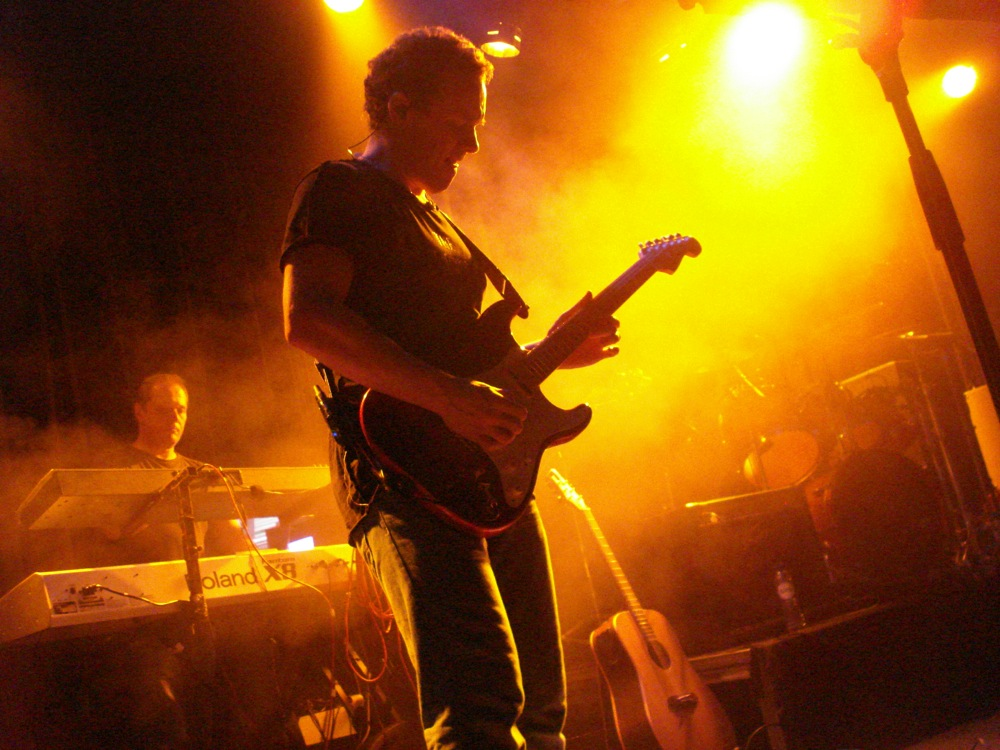
Hoofdgitarist Daniel Cavanagh

Het livealbum, genaamd Untouchable is uitgebracht als een dubbel-vinyl album op 24 juni 2013. Het album is een opname van een speciaal gehouden optreden in het oude Romeinse theater van Philippopolis in 2012, waar de band werd begeleid door het Plovdiv Philharmonisch orkest. Het concert is daarna uitgebracht op blu-ray, dvd en cd onder de naam Universal.
Op 28 maart 2014 maakte Anathema de details bekend van het studioalbum Distant Satellites. Dit album is op 9 juni uitgekomen op het label Kscope. Distant Satellites is opgenomen in Oslo en geproduceerd door Christer-André Cederberg, waarvan enkele tracks gemixt zijn door Steven Wilson. Anders dan voorgaande albums, is hier meer elektronica te horen. Het album is in vier fysieke versies uitgebracht, waaronder een cd, vinyl, Media Book, en een Deluxe versie.
Tijdens 2014 en 2015 heeft de band intensief getourd om het album Distant Satelites te promoten. Er werden concerten gegeven met zowel een volledige band en akoestische shows. In maart 2015 heeft de band een tour gegeven in een aantal Britse kathedralen die eindigde met een optreden in Liverpool, de thuisstad van de band. Later in datzelfde jaar bracht de band het concert op video uit, genaamd A Sort of Homecoming, die werd opgenomen in de Kathedraal van Liverpool.
Platenlabel Kscope maakte op 24 maart 2017 bekend dat het album The Optimist heet, dat is uitgebracht op 9 juni 2017. Er is een versie op cd en lp verschenen. Het album was het tweede Top 40-succes in het Verenigd Koninkrijk waar het de 34e plek wist te bereiken in de Britse hitlijsten.
In Anathema zaten anno 2020 twee familielijnen; Vincent, Daniel en Jamie Cavanagh zijn broers, John en Lee Douglas zijn broer en zus.

### Hiatus
Eind augustus 2019 maakte Anathema bekend een contract te hebben gesloten met het Nederlandse platenlabel Mascot Label Group, om in 2020 haar twaalfde studioalbum uit te brengen. In september 2020 kondigde de band echter een hiatus voor onbepaalde tijd aan. Door de wereldwijde Covid-pandemie raakte de band in financiële problemen.

## Voortzetting soloprojecten
In 2021 kondigde Daniel Cavanagh bezig te zijn met een nieuw soloproject onder de naam Weather Systems, een verwijzing naar het Anathema-album uit 2012. Cavanagh werkte hierbij samen met producent en drummer Daniel Cardoso. Een muziekalbum onder de titel Ocean Without a Shore verscheen op 27 september 2024. Gastvocalisten op het album zijn Soraia, Petter Carlsen, Oliwia Krettek en Paul Kearns.
Ook zanger Vincent Cavanagh werkte aan een soloproject verder onder de naam The Radicant. Hij bracht eveneens in 2024 een muziekalbum uit onder de titel We Ascend.

## Bandleden

### Huidige leden
- Vincent Cavanagh (geb. 29 augustus 1973) - vocalist en gitarist
- Daniel Cavanagh (geb. 6 oktober 1972) - hoofdgitarist en vocalist
- Jamie Cavanagh (geb. 29 augustus 1973) - bassist
- John Douglas (geb. 11 juli 1973) - drummer
- Lee Douglas (geb. 10 oktober 1975) - vocalist
- Daniel Cardoso (geb. 28 maart 1981) - toetsenist

### Oud-leden
- Darren White - vocalist
- Duncan Patterson - bassist
- Shaun Steels - drummer
- Martin Powell - toetsenist
- Dave Pybus - bassist
- Les Smith - toetsenist

## Discografie

### Albums
| Album met eventuele hitnotering(en) in de Nederlandse Album Top 100 | Datum van verschijnen | Datum van binnenkomst | Hoogste positie | Aantal weken | Opmerkingen   |
| ------------------------------------------------------------------- | --------------------- | --------------------- | --------------- | ------------ | ------------- |
| An Iliad of Woes                                                    | 1990                  | -                     |                 |              | demo          |
| All Faith Is Lost                                                   | 1991                  | -                     |                 |              | demo          |
| The crestfallen                                                     | 1992                  | -                     |                 |              | ep            |
| Serenades                                                           | 1993                  | -                     |                 |              |               |
| Pentecost III                                                       | 1995                  | -                     |                 |              | ep            |
| The silent enigma                                                   | 23-10-1995            | -                     |                 |              |               |
| Eternity                                                            | 11-11-1996            | -                     |                 |              |               |
| Alternative 4                                                       | 22-06-1998            | -                     |                 |              |               |
| Judgement                                                           | 21-06-1999            | -                     |                 |              |               |
| Resonance                                                           | 24-09-2001            | -                     |                 |              | Verzamelalbum |
| A fine day to exit                                                  | 09-10-2001            | -                     |                 |              |               |
| Resonance 2                                                         | 30-04-2002            | -                     |                 |              | Verzamelalbum |
| A natural disaster                                                  | 03-11-2003            | -                     |                 |              |               |
| Hindsight                                                           | 22-08-2008            | 30-08-2008            | 93              | 1            | Verzamelalbum |
| We're Here Because We're Here                                       | 31-05-2010            | 05-06-2010            | 52              | 2            |               |
| Falling deeper                                                      | 05-09-2011            | 17-09-2011            | 44              | 2            | Verzamelalbum |
| Weather Systems                                                     | 16-04-2012            | 21-04-2012            | 18              | 6            |               |
| Untouchable                                                         | 24-06-2013            | -                     |                 |              | 2LP           |
| Universal                                                           | 23-09-2013            | -                     |                 |              |               |
| Distant Satellites                                                  | 09-06-2014            | -                     |                 |              |               |
| A Sort Of Homecoming (Live)                                         | 2015                  | -                     |                 |              |               |
| The Optimist                                                        | 09-06-2017            | -                     |                 |              |               |

| Album met hitnotering(en) in de Vlaamse Ultratop 200 albums | Datum van verschijnen | Datum van binnenkomst | Hoogste positie | Aantal weken | Opmerkingen |
| ----------------------------------------------------------- | --------------------- | --------------------- | --------------- | ------------ | ----------- |
| Weather systems                                             | 2012                  | 28-04-2012            | 53              | 5*           |             |

### Singles
| Single met eventuele hitnotering(en) in de Nederlandse Top 40 | Datum van verschijnen | Datum van binnenkomst | Hoogste positie | Aantal weken | Opmerkingen |
| ------------------------------------------------------------- | --------------------- | --------------------- | --------------- | ------------ | ----------- |
| They die                                                      | 1992                  | -                     |                 |              |             |
| We are the bible                                              | 1994                  | -                     |                 |              |             |
| Deep                                                          | 1999                  | -                     |                 |              |             |
| Make it right                                                 | 1999                  | -                     |                 |              |             |
| Pressure                                                      | 2001                  | -                     |                 |              |             |
| Everything                                                    | 2006                  | -                     |                 |              |             |
| A simple mistake                                              | 2006                  | -                     |                 |              |             |
| Angels walk among us                                          | 2007                  | -                     |                 |              |             |
| Dreaming light                                                | 2011                  | -                     |                 |              |             |

### Dvd's
| Dvd's met hitnoteringen in de Nederlandse Music Top 30 | Datum van verschijnen | Datum van binnenkomst | Hoogste positie | Aantal weken | Opmerkingen |
| ------------------------------------------------------ | --------------------- | --------------------- | --------------- | ------------ | ----------- |
| Universal                                              | 2013                  | 28-09-2013            | 12              | 5            |             |
| A sort of homecoming                                   | 2015                  | 14-11-2015            | 5               | 3            |             |
| The optimist                                           | 2017                  | 01-07-2017            | 28              | 1*           |             |

## Videografie

### Live concerten
- 2002 - A Vision Of A Dying Embrace (VHS in 1997, dvd in 2002)
- 2004 - Were You There? (dvd)
- 2006 - A Moment In Time (dvd)
- 2013 - Universal (dvd/blu-ray)
- 2015 - A Sort of Homecoming (dvd/blu-ray)

## Overige projecten
- Antimatter - Duncan Patterson & Mick Moss
- Agua de Annique - Daniel Cavanagh & Anneke van Giersbergen
- Leafblade - Daniel Cavanagh & Sean Jude
- Weather Systems - Daniel Cavanagh
- The Radicant - Vincent Cavanagh